# 滑鐵盧區國際機場
滑鐵盧區國際機場（英語：Region of Waterloo International Airport）位於加拿大安大略省滑鐵盧區的胡域治鄉（Woolwich Township），為該地的基秦拿、滑鐵盧和劍橋等城鎮提供客運服務。此機場於2014年錄得96,322架次的航班升降量，以此計算在該年度全國最繁忙機場中排行第18位；2013年總客流量則達132,679人次。

## 歷史
基秦拿-滑鐵盧地區首座機場位於當時滑鐵盧鎮的列星頓道（Lexington Road）上，1929年動工興建，1930年落成，當時主要作飛行訓練之用，第二次世界大戰期間則供英聯邦空軍訓練計劃（British Commonwealth Air Training Plan）使用。
二戰過後，為了配合日益增長的航空交通，滑鐵盧縣（即滑鐵盧區的前身）和威靈頓縣内數個城鎮於1948年6月合組了滑鐵盧-威靈頓機場委員會（Waterloo-Wellington Airport Commission），為該帶的新機場選址。參與此項目的城鎮包括滑鐵盧縣的基秦拿市、滑鐵盧市、加爾特市和普雷斯頓鎮（後兩者現為劍橋市一部分），以及威靈頓縣的貴湖市。委員會在布雷斯勞（Breslau）一帶購入271公頃土地，而滑鐵盧-威靈頓機場（Waterloo-Wellington Airport）工程則於1950年動工。原有的列星頓道機場地皮則於1951年放售並改建成住宅區和公園。
機場早期的營運權外判予滑鐵盧-威靈頓飛行會（Waterloo-Wellington Flying Club），其後則交予貴湖市政府以及於1973年從滑鐵盧縣改組而成的滑鐵盧區政府共同管理。由基秦拿市、滑鐵盧市、加爾特市和普雷斯頓鎮持有的機場股權於1974年轉歸滑鐵盧區政府，而機場則於1986年更名為滑鐵盧-貴湖地區機場（Waterloo-Guelph Regional Airport）。貴湖市政府於1996年將其股權售予滑鐵盧區政府，後者自此全權擁有此機場，並將之更名為滑鐵盧區機場（Waterloo Regional Airport）。
隨著西北航空於2004年開辦來往此處和底特律的航班，機場亦於2004年3月正式更名為滑鐵盧區國際機場，但該航線於2009年6月停辦。美鷹航空於2012年6月開辦航班前往芝加哥奧黑爾國際機場，但於2016年10月停辦。此機場現時保留少量季節性國際航班，主要前往佛羅里達州和加勒比海航點。

## 航空公司和目的地

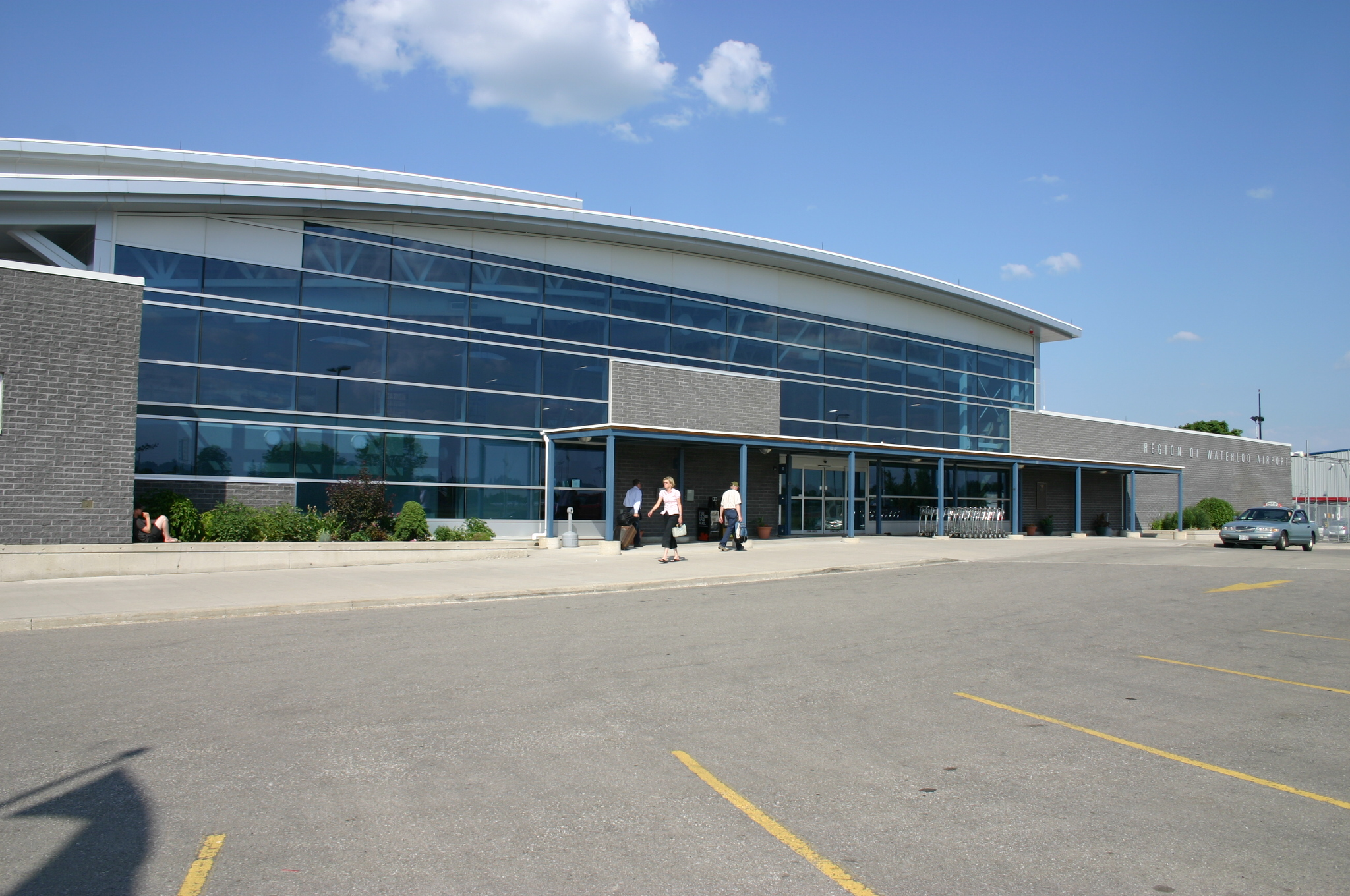
滑鐵盧區國際機場的客運大樓

| 航空公司 | 目的地                    |
| -------- | ------------------------- |
| 陽翼航空 | 季節性航班：蓬塔卡納      |
| 西捷航空 | 卡加利 季節性航班：奧蘭多 |

## 外部連結
- （英文）Region of Waterloo International Airport－滑鐵盧區國際機場官方網站